# Narcissu
Narcissu (ナルキッソス?) è una visual novel giapponese del 2005 sviluppata da stage-nana. Realizzata con NScripter, il gioco è stato tradotto in inglese da insani.
A Narcissu è seguito Narcissu Side 2nd, che costituisce un prequel dell'originale. Su Steam i due titoli sono distribuiti nello stesso pacchetto come Narcissu 1st & 2nd.

## Trama
Al ventenne protagonista del gioco viene diagnosticato un carcinoma polmonare non microcitico, ormai andato in metastasi. In ospedale il ragazzo incontra Setsumi, una ventiduenne in condizioni ugualmente terminali per via di una malattia che non viene mai rivelata, ma parrebbe essere fibrosi cistica.
Non volendo trascorrere l'ultima fase della loro esistenza nel solitario istituto ospedaliero in cui sono confinati, i due progettano una fuga estemporanea con l'automobile appartenente al padre del giovane per andare in cerca dei campi di narciso, il fiore preferito di Setsumi.